# EurAsia Cup
 (février 2017).
Si vous disposez d'ouvrages ou d'articles de référence ou si vous connaissez des sites web de qualité traitant du thème abordé ici, merci de compléter l'article en donnant les références utiles à sa vérifiabilité et en les liant à la section « Notes et références ».
L'EurAsia Cup est une compétition professionnelle de golf opposant deux équipes masculines, l'une représentant l'Europe, l'autre représentant l'Asie. Elle se dispute tous les deux ans, les années paires.
Elle est créée en 2013, la première édition a eu lieu en mars 2014, au Glenmarie Golf and Country Club en Malaisie.
La création de ce tournoi a créé une polémique : en effet un tournoi similaire opposant l'Europe et l’Asie, le Royal Trophy, existe depuis 2006, les organisateurs de ce dernier n'ont pas apprécié cette création.

## Déroulement
Disputée en trois jours comme la Ryder Cup, cette compétition présente de nombreuses similarités avec celle-ci. Ainsi, les deux premiers jours se déroulent sous forme de rencontres par équipes, le dernier jour étant réservé aux simples.
Chaque équipe est composée d'un capitaine qui ne dispute pas de rencontres et de dix joueurs pour la première édition, douze pour la seconde. Les critères de sélection de l'équipe européenne sont faits pour essayer de garantir la présence des meilleurs Européens. C'est ainsi que les équipes sont tout d'abord constituées des quatre (cinq en 2016) premiers joueurs de chaque équipe au Official World Golf Ranking, classement mondial des joueurs. Puis, elles sont complétées par les quatre joueurs (cinq en 2016), qui n'ont pas été sélectionnés par le premier critère, les mieux classés à l'ordre du Mérite européen. Enfin, les deux derniers choix sont laissés à la discrétion du capitaine.
La première édition de l'EurAsia Cup se dispute en mars 2014. La compétition se déroule sur trois jours et comprend 10 matchs en fourball disputés le vendredi, 4 matches en greensome disputés le samedi, 4 matches en foursome disputés le samedi et s'achève par 10 rencontres individuelles en match-play le dimanche. Ce sont donc 28 points qui sont mis en jeu (1 point par partie allant à l'équipe gagnante, et 1/2 point à chacune des équipes en cas d'égalité).
Pour la seconde édition, disputée en janvier 2016, la formule des matchs est modifiée. La compétition se déroule sur trois jours et comprend 6 matchs en fourball disputés le vendredi, 6 matches en foursome disputés le samedi et s'achève par 12 rencontres individuelles en match-play le dimanche. Ce sont 24 points qui sont mis en jeu (1 point par partie allant à l'équipe gagnante, et 1/2 point à chacune des équipes en cas d'égalité).

## Palmarès
| Année | Lieu                                                                 | Vainqueurs | Score    | Capitaines                            |
| ----- | -------------------------------------------------------------------- | ---------- | -------- | ------------------------------------- |
| 2014  | Glenmarie Golf and Country Club, Bukit Kiara, Kuala Lumpur, Malaisie | Égalité    | 10 - 10  | Miguel Ángel Jiménez Thongchai Jaidee |
| 2016  | Glenmarie Golf and Country Club, Bukit Kiara, Kuala Lumpur, Malaisie | Europe     | 18½ - 5½ | Darren Clarke Jeev Milkha Singh       |
| 2018  | Glenmarie Golf and Country Club, Bukit Kiara, Kuala Lumpur, Malaisie | Europe     | 14 - 10  | Thomas Bjørn Arjun Atwal              |

## Évènements similaires dans le monde du golf
- Royal Trophy : autre compétition masculine par équipes, se déroulant tous les ans, sous un format analogue à la Ryder Cup et mettant face à face l'Europe opposée à l'Asie.
- Presidents Cup : autre compétition masculine par équipes, se déroulant les années impaires, sous un format analogue à la Ryder Cup et mettant face à face les États-Unis et une équipe internationale non européenne.
- Seve Trophy : autre compétition masculine par équipes, se déroulant les années impaires, sous un format analogue à la Ryder Cup et mettant face à face le Royaume-Uni et l'Irlande opposés à l'Europe continentale.
- Hero Cup : Autre compétition masculine par équipes, se déroulant les années impaires, sous un format similaire à la Ryder Cup et mettant face à face le Royaume-Uni et l'Irlande opposés à l'Europe continentale.